# The Return of the Spice Girls
The Return of the Spice Girls foi uma digressão mundial do grupo feminino britânico Spice Girls, que começou no dia 2 de Dezembro, de 2007 em Vancouver, no Canadá. The Return of the Spice Girls marca a primeira digressão do grupo desde a digressão "Christmas in Spiceworld" no Reino Unido, e a primeira do grupo com 5 elementos desde 1998, quando Geri o deixou.

## Informação

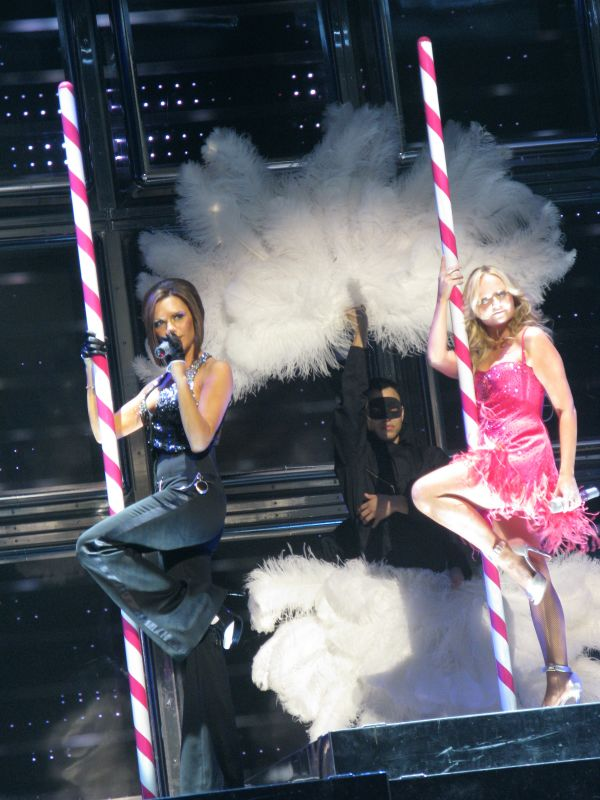
Victoria Beckham e Emma Bunton em Las Vegas, Nevada em 11 de Dezembro de 2007.

No dia 28 de Junho de 2007 as Spice Girls realizaram uma conferência de imprensa na arena The O2 em Londres, anunciando formalmente a sua intenção de se reunirem novamente, facto que vinha a ser especulado pela media. Durante a conferência de imprensa, o grupo divulgou os seus planos de realizar uma digressão mundial que poderia ser vista como uma celebração da história do grupo e um adeus formal para os seus fãs.
Inicialmente, 11 datas foram anunciadas, que incluíam concertos na América do Norte, Europa, Ásia, Oceania, África e América do Sul. Os fãs foram informados que teríam que fazer um pré-registo para adquirir bilhetes no site do grupo.
No dia 30 de Setembro, os concorrentes sorteados para os concertos em Los Angeles, Las Vegas, Vancouver e Londres foram informados de como poderiam comprar os seus bilhetes, via email e de vendedores autorizados. Os fãs que fizeram o pré-registo, tiveram 48 horas para comprar os seus bilhetes antes de estes serem vendidos ao público em geral. No total, foram adicionadas 18 datas adicionais no Reino Unido e 20 distribuídas pelos Estados Unidos da América e Canadá.
Devido à adição de novos concertos na Europa e na América do Norte, muitos dos concertos marcados no resto do mundo tiveram as suas datas alteradas. Isto levou à especulação de que o grupo iria cancelar esses concertos, e, em Novembro de 2007, um falso e-mail circulou pela Internet, anunciando que o grupo teria cancelado o seu concerto em Buenos Aires devido à imensa procura em outros cantos do globo.
A partir da apresentação do 18 de Dezembro, em Londres, na O2 Arena, as integrantes começaram  a trazer para o palco seus filhos, durante a canção Mama. Brooklyn, Romeo E Cruz, filhos de Victoria Beckham, Phoenix Chi e Angel Iris, filhas de  Melanie B), Beau, filho de Emma Bunton e Bluebell Madonna, filha de Geri Halliwell.
No concerto de Las Vegas, durante o seu último concerto na cidade, Emma Bunton caiu quando subia as escadas durante a atuação de Spice Up Your Life, machucando o seu tornozelo. Porém recuperando-se nos três dias de intervalo para o próximo show.
Os fãs australianos que se registaram para bilhetes, receberam uma mensagem no dia 31 de Dezembro de 2007.  A mensagem, que apelava não só para fãs australianos, mas para todos os que queriam informações para futuras datas, dizia:
"Muito obrigada por se registarem para nos verem actuar na Austrália. Tem sido um ano fantástico e nós temos estado felicíssimas pelos apêlos de fãs que nos querem ver actuar. Como podem ter visto, tivemos que alargar a nossa digressão pelo EUA e Reino Unido para responder à procura. Tem sido realmente fantástico! Isto significa que demorou mais do que estaríamos à espera para consolidar as datas de todos os outros concertos, mas gostaríamos saber quantos bilhetes quereriam para tentarmos consolidar as datas dos concertos para 2008. É muito simples, apenas cliquem no link abaixo e digam-nos quantos bilhetes gostariam de comprar. Tentaremos responder-vos o mais rapidamente possível. Obrigada por serem tão pacientes, estamos à espera de Apimentar o vosso 2008!"

## Alinhamento

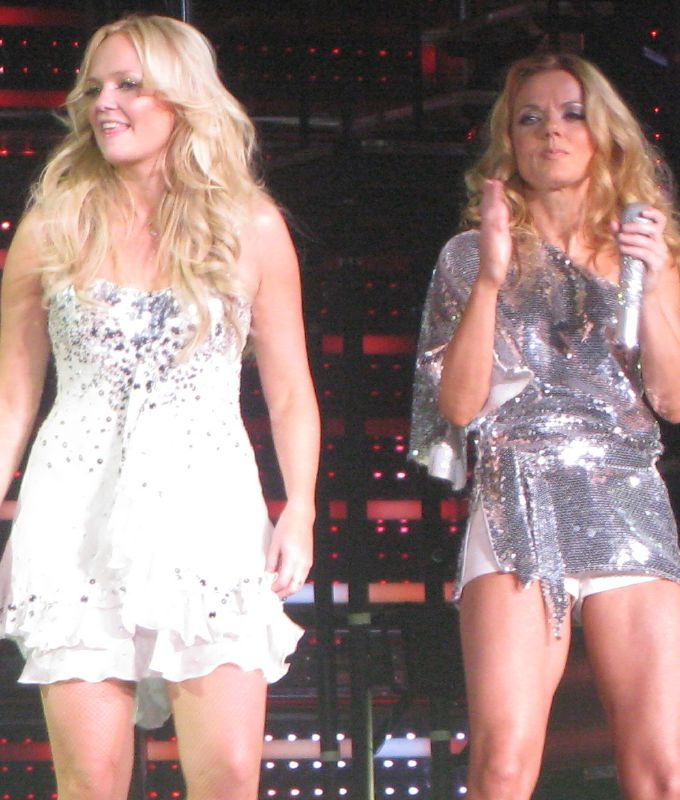
Emma Bunton com Geri Halliwell num concerto em Las Vegas, Nevada, no dia 11 Dez. 2007.

De seguida está todo o alinhamento dos concertos.
Comparando com as digressãos anteriores,esta digressão é mais teatral e envolvente. Tours anteriores mostravam o grupo cantando os seus temas de forma aleatória, com pouco foco na dança, cenário e vídeo. Esta digressão tem um tema característico, e parece que as canções são colocadas por determinada ordem tendo alguma razão, simbolizando algum evento e a história da banda. Os cenários são usados mais intensamente, e as roupas são de alta costura.
Os concertos começam com a sua canção de marca, Spice Up Your Life, passando de seguida para os seus maiores sucessos; o seu auge atinge-se com Who Do You Think You Are, quando as integrantes usam roupas combinando com a suas respectivas imagens: Geri usa uma versão atualizada do seu antigo vestido com a bandeira Union Jack, que completa o tributo à sua atuação de 1997 nos Brit Awards, que é visto por muitos como sendo o auge máximo da 'Spicemania'. Depois desta atuação, o espetáculo foca-se nas carreiras solos de cada uma, com Victoria prestando homenagem à sua carreira na moda, e as restantes cantando as suas canções mais famosas, exceto Mel B que não canta uma canção da sua autoria. A mais atuações solo, o grupo junta-se novamente para cantar Viva Forever - a última canção que Geri cantou no grupo - e no final da canção, Geri deixa o palco, simbolizando obviamente a sua partida do grupo em 1998. As quatro restantes cantam, Holler, com Geri voltando em seguida cantando a sua canção solo -It's Raining Man.
Depois de todos os solos terem sido cantados, as quatro integrantes juntam-se novamente para cantar Let Love Lead The Way, que segundo rumores foi escrita como homenagem a Geri, depois Geri volta ao palco, e as cinco desfilam pelo palco de mãos dadas, ao som de aplausos do público. As cinco cantam Goodbye, que segundo rumores teria sido escrita também para Geri, mas que na verdade foi escrita por Geri e pelas demais integrantes, antes de ela separar-se do grupo. O encore começa com If U Can't Dance, que tradicionalmente era a canção com que o grupo abria antigamente as suas antigas digressãos, o concerto acaba com Wannabe e uma repetição da sua música de abertura, Spice Up Your Life.

## Críticas

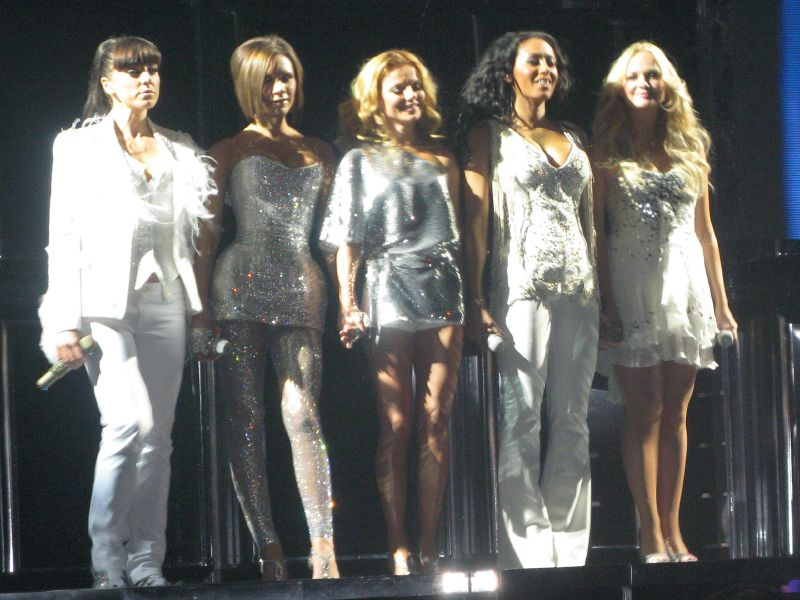
As Spice Girls.

A digressão The Return of the Spice Girls Tour começou no Canadá com críticas positivas. O jornal The Times comparou a estréia da digressão à  "Beatlemania" e classificou o concerto como "colorido, energético e selvagicamente ambicioso" e declarou que "as Spice Girls nunca foram as maiores cantoras ou dançarinas do mundo, mas são entertainers exímias". Apesar de não atuarem em um juntas no palco à cerca de 9 anos, os críticos admitiram que a espera valeu apena,  enquanto que o "The Mirror" classificou o concerto como "um evento de pop inesquecível" que foi "super-entusiástico, além de todas as expectativas - e absolutamente inacreditável."

## Guinnes Book
A turnê rendeu às Spice Girls mais uma vez o nome no Guinnes Book. Em Londres 23.000 ingressos para o show da arena The O2 se esgotaram 38 segundos, fazendo as Spice Girls entrarem para o Guinnes Book como "Grupo que vendeu ingressos para uma turnê em menor tempo".

## DVD
No dia 15 de Dezembro de 2007 a BBC filmou o concerto na Arena O2 em Londres. As gravações do audio foram exibidas pela BBC Radio nos dias 21 e 31 de Dezembro. Ainda não existe data prevista para o lançamento do DVD, sendo apenas algumas imagens da BBC liberadas pela internet.

## Setlist
- ACT 1 - THE POWER OF 5
- 01.Spice Up Your Life
- 02.Stop
- 03.Say You'll Be There
- 04.Headlines (Friendship Never Ends)

ACT 2 - SEDUCE ME
- 05.The Lady Is A Vamp
- 06.Too Much
- 07.2 Become 1

ACT 3 - BITTER SWEET
- 08.Who Do You Think You Are
- 09.Like A Virgin/SuperModel (You Better The Work) (solo Victoria Beckham)
- 10.Are You Gonna Go My Way (solo Melanie B)
- 11.Maybe (solo Emma Bunton)
- 12.Viva Forever
- 13.Holler
- 14.It's Raining Men (solo Geri Halliwell)
- 15.I Turn To You (solo Melanie C)

ACT 4 - CELEBRATION
- 16.Let Love Lead The Way
- 17.Mama
- 18.Celebration Medley:
  - Celebration
  - Shake Your Body (Down To The Ground)
  - That´s The Way (I Like It)
  - We Are Family
- 19.Goodbye (com Geri Halliwell)

ACT 5 - ENCORE
- 20. If U Can't Dance
- 21.Wannabe
- 22. Spice Up Your Life (Reprise)

### Setlist simplificado
- 01.Spice Up Your Life
- 02.Stop
- 03.Say You'll Be There
- 04.Headlines (Friendship Never Ends)
- 05.The Lady Is A Vamp
- 06.Too Much
- 07.2 Become 1
- 08.Who Do You Think You Are
- 09.Like A Virgin/You Better Work
- 10.Are You Gonna Go My Away
- 11.Maybe
- 12.Viva Forever
- 13.Holler
- 14.It´s Raining Men
- 15.I Turn To You
- 16.Let Love Lead The Way
- 17.Mama
- 18.Medley:Celebration/Shake Your Body (Down to the ground)/That´s The Way (I Like It)/We Are Family
- 19.Goodbye (com Geri Halliwell)
- 20.If You Can´t Dance
- 21.Wannabe
- 22.Spice Up Your Life (Reprise)

## Equipe
| - Victoria Beckham - vocal - Melanie Brown - vocal - Emma Bunton - vocal - Melanie Chisholm - vocal - Geri Halliwell - vocal - Gus Carr (Capitão de Dança) - Scotty Nguyen (Capitão de Dança) - Alex Larson - Antonio Hudnell - Cassidy Noblett - Dougie Styles - Ivan "Flipz" Valez - Leo Moctezuma - Victor Rojas - Vin Bui | - Director Criativo: Jamie King - Director de Vídeo: Dago Gonzalez - Figurino: Roberto Cavall - Manager: Simon Fuller - Produtor Executivo: Spice Girls - Greg Hatwell (Guitarra) - Paul Gendler (Guitarra) - Nick Nasmyth (Teclado) - Scott Firth (Baixo) - Vinnie Lammi (Bateria) |

## Datas
| 2 de dezembro de 2007   | Vancouver       | Canadá         | Rogers Arena               |
| 4 de dezembro de 2007   | San Jose        | Estados Unidos | SAP Center                 |
| 5 de Dezembro de 2007   | Los Angeles     | Estados Unidos | Staples Center             |
| 7 de dezembro de 2007   | Los Angeles     | Estados Unidos | Staples Center             |
| 8 de dezembro de 2007   | Las Vegas       | Estados Unidos | Mandalay Bay Events Center |
| 9 de dezembro de 2007   | Las Vegas       | Estados Unidos | Mandalay Bay Events Center |
| 11 de dezembro de 2007  | Las Vegas       | Estados Unidos | Mandalay Bay Events Center |
| Europa                  |                 |                |                            |
| 15 de dezembro de 2007  | Londres         | Reino Unido    | The O2 Arena               |
| 16 de dezembro de 2007  | Londres         | Reino Unido    | The O2 Arena               |
| 18 de dezembro de 2007  | Londres         | Reino Unido    | The O2 Arena               |
| 20 de dezembro de 2007  | Cologne         | Alemanha       | Lanxess Arena              |
| 23 de dezembro de 2007  | Madrid          | Espanha        | Madrid Arena               |
| 2 de janeiro de 2008    | Londres         | Reino Unido    | The O2 Arena               |
| 3 de janeiro de 2008    | Londres         | Reino Unido    | The O2 Arena               |
| 4 de janeiro de 2008    | Londres         | Reino Unido    | The O2 Arena               |
| 6 de janeiro de 2008    | Londres         | Reino Unido    | The O2 Arena               |
| 8 de janeiro de 2008    | Londres         | Reino Unido    | The O2 Arena               |
| 9 de janeiro de 2008    | Londres         | Reino Unido    | The O2 Arena               |
| 11 de janeiro de 2008   | Londres         | Reino Unido    | The O2 Arena               |
| 12 de janeiro de 2008   | Londres         | Reino Unido    | The O2 Arena               |
| 13 de janeiro de 2008   | Londres         | Reino Unido    | The O2 Arena               |
| 15 de janeiro de 2008   | Londres         | Reino Unido    | The O2 Arena               |
| 16 de janeiro de 2008   | Londres         | Reino Unido    | The O2 Arena               |
| 18 de janeiro de 2008   | Londres         | Reino Unido    | The O2 Arena               |
| 20 de janeiro de 2008   | Londres         | Reino Unido    | The O2 Arena               |
| 22 de janeiro de 2008   | Londres         | Reino Unido    | The O2 Arena               |
| 23 de janeiro de 2008   | Manchester      | Reino Unido    | Manchester Arena           |
| 24 de janeiro de 2008   | Manchester      | Reino Unido    | Manchester Arena           |
| 26 de janeiro de 2008   | Manchester      | Reino Unido    | Manchester Arena           |
| América do Norte        |                 |                |                            |
| 30 de janeiro de 2008   | Boston          | Estados Unidos | TD Garden                  |
| 31 de janeiro de 2008   | Montreal        | Canadá         | Bell Centre                |
| 3 de fevereiro de 2008  | Toronto         | Canadá         | Air Canada Centre          |
| 4 de fevereiro de 2008  | Toronto         | Canadá         | Air Canada Centre          |
| 6 de fevereiro de 2008  | Uniondale       | Estados Unidos | Nassau Coliseum            |
| 7 de fevereiro de 2008  | Uniondale       | Estados Unidos | Nassau Coliseum            |
| 10 de fevereiro de 2008 | Newark          | Estados Unidos | Prudential Center          |
| 11 de fevereiro de 2008 | Newark          | Estados Unidos | Prudential Center          |
| 13 de fevereiro de 2008 | East Rutherford | Estados Unidos | Izod Center                |
| 15 de fevereiro de 2008 | Chicago         | Estados Unidos | United Center              |
| 16 de fevereiro de 2008 | Auburn Hills    | Estados Unidos | The Palace of Auburn Hills |
| 18 de fevereiro de 2008 | New York City   | Estados Unidos | Madison Square Garden      |
| 19 de fevereiro de 2008 | Philadelphia    | Estados Unidos | Wells Fargo Center         |
| 21 de fevereiro de 2008 | Washington      | Estados Unidos | Verizon Center             |
| 22 de fevereiro de 2008 | Hartford        | Estados Unidos | XL Center                  |
| 24 de fevereiro de 2008 | Montreal        | Canadá         | Bell Centre                |
| 25 de fevereiro de 2008 | Toronto         | Canadá         | Air Canada Centre          |
| 26 de fevereiro de 2008 | Toronto         | Canadá         | Air Canada Centre          |

### Datas canceladas
| Data                  | Cidade         | País          |
| Ásia                  | Ásia           | Ásia          |
| --------------------- | -------------- | ------------- |
| 10 de janeiro de 2007 | Beijing        | China         |
| 12 de janeiro de 2007 | Hong Kong      | Hong Kong     |
| 17 de janeiro de 2007 | Sydney         | Austrália     |
| 10 de janeiro de 2007 | Cidade do Cabo | África do Sul |
| 24 de janeiro de 2007 | Buenos Aires   | Argentina     |

## Galeria de Imagens

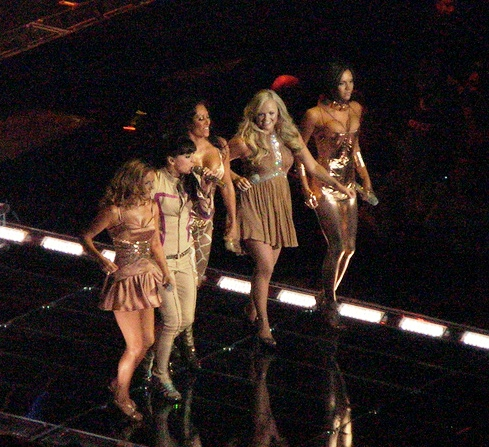
As Spice Girls durante o concerto de Las Vegas
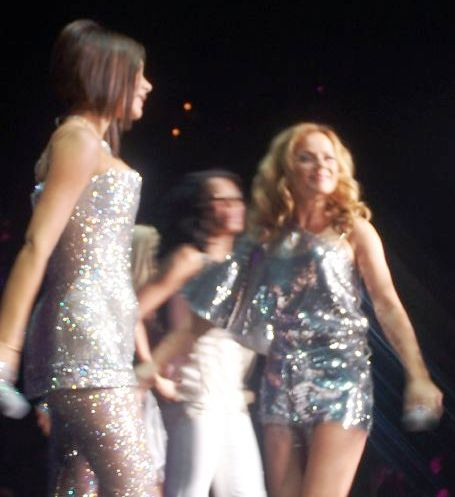
Geri Halliwell e Victoria Beckham
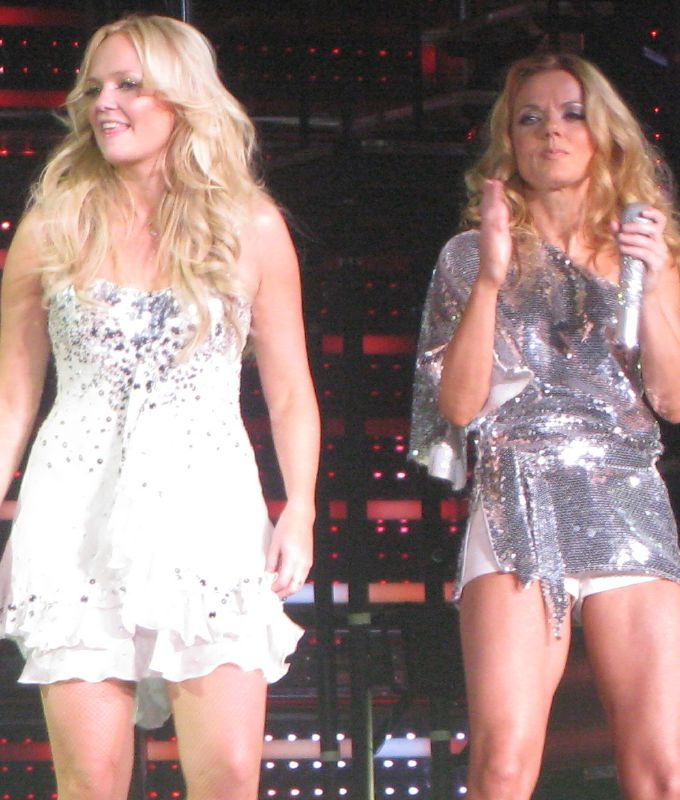
Emma Bunton e Geri Halliwell
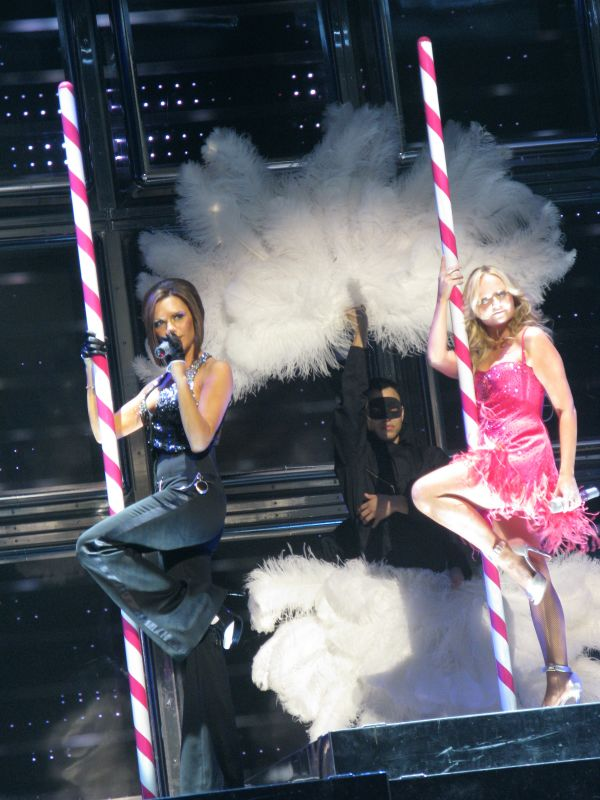
Victoria Beckham e Emma Bunton
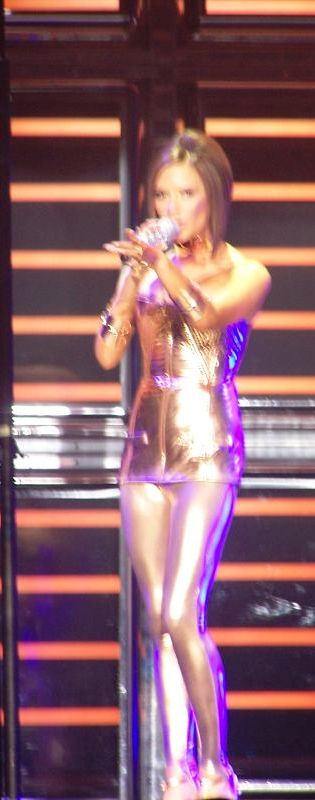
Victoria Beckham
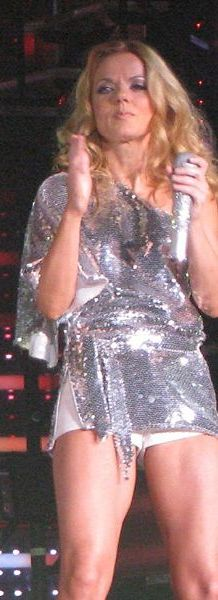
Geri Halliwell
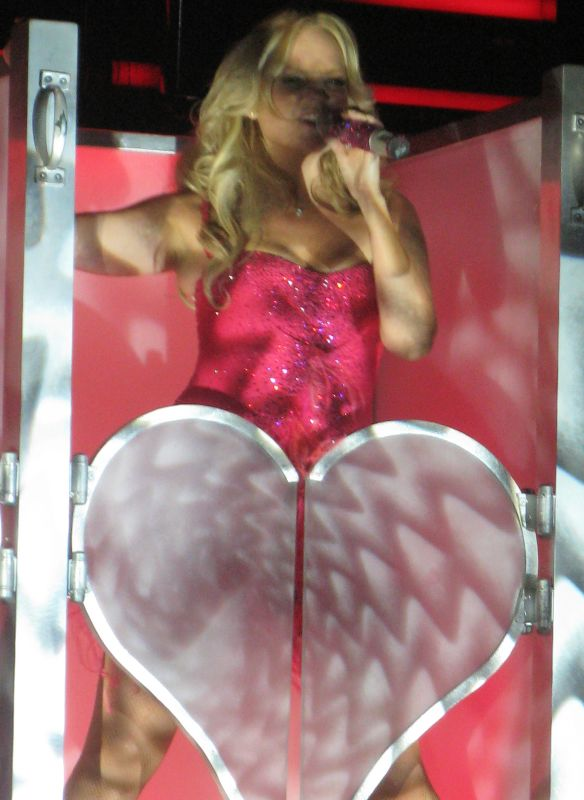
Emma Bunton
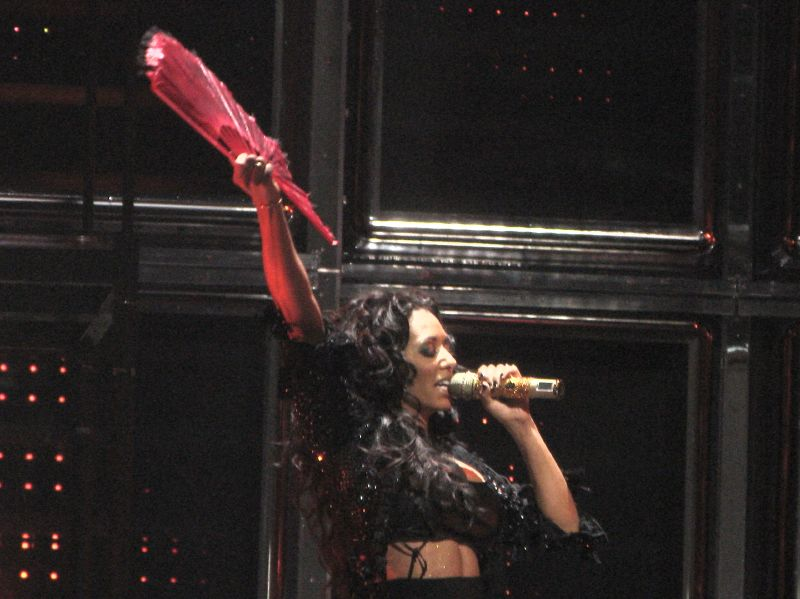
Melanie B